# Мелешків
Меле́шків — село в Україні, у Гайсинській міській громаді Гайсинського району Вінницької області. Розташоване на обох берегах річки Кіблич (притока Собу) за 16 км на південний схід від міста Гайсин та за 8,5 км від залізничної станції Зятківці. Населення становить 706 осіб (станом на 1 січня 2015 р.).

## Сучасність
В селі є школа, будинок культури, два магазини.

## Археологічні пам'ятки
У селі виявлено поселення трипільської культури. Пам'ятка розташована в районі села.

## Історія
7 (20) листопада 1917 року, відповідно до Третього Універсалу Української Центральної Ради, увійшло до складу Української Народної Республіки.
12 червня 2020 року, відповідно до розпорядження Кабінету Міністрів України № 707-р «Про визначення адміністративних центрів та затвердження територій територіальних громад Вінницької області», село увійшло до складу Гайсинської міської територіальної громади.
19 липня 2020 року, в результаті адміністративно-територіальної реформи та ліквідації Гайсинського району (1923—2020), село увійшло до складу новоутвореного Гайсинського району.